# Willem Elsschot
Œuvres principales
- Villa des Roses
- Lijmen/Het Been
- Kaas

Willem Elsschot, de son vrai nom Alfons-Jozef de Ridder (Anvers, 7 mai 1882 – Anvers, 31 mai 1960), est un écrivain et poète belge d'expression néerlandaise. Il n'a produit que 750 pages de prose, ce qui n'en fait pas moins un auteur très influent.

## Biographie
Alfons de Ridder est né à Anvers dans une famille de boulangers. Il fait ses études secondaires à l'Athénée royal (Koninklijk Atheneum). Il y suit les cours dispensés par Pol de Mont qui va attiser son goût pour la littérature. Il ne termine pas ses études et exerce différents boulots à Anvers aussi bien qu'à Bruxelles, Paris et Rotterdam.
À partir de 1912, il travaille pour La Revue continentale illustrée de son ami Jules Valenpint. Cette revue fait faillite pendant la Première Guerre mondiale, à la suite des circonstances économiques difficiles. Ce passage de la vie d'Alfons va se retrouver dans son roman Lijmen/Het been, où le personnage de Boorman est largement inspiré de Jules Valenpint, et où la revue est rebaptisée Algemeen Wereldtijdschrift voor Financiën, Handel, Nijverheid, Kunsten en Wetenschappen (Revue internationale des finances, du commerce, de l'industrie, des arts et des sciences).
Durant la Première Guerre mondiale, il devient secrétaire du Nationaal Comité voor Hulp en Voeding (Comité national d'aide et d'alimentation) d'Anvers.
Après la guerre, il fonde sa propre agence publicitaire, qu'il dirigera jusqu'à sa mort. Il se spécialise dans les livres commémoratifs et les associations de détaillants.
Alfons de Ridder n'a cependant jamais aimé le monde de la publicité, dont il dira, peu de temps avant sa mort : « Non seulement je suis écœuré de la publicité, mais aussi du commerce en général. Et j'ai écrit Lijmen parce que je devais m'en débarrasser d'une manière ou d'une autre. Je devais me lancer dans la réclame, car je n'ai jamais pu vivre de ma plume. »
De 1942 à 1960, De Ridder va s'occuper de la publicité chez Snoecks, un magazine annuel belge d'arts et de photographie.
Il fait construire une seconde résidence dans les dunes de Saint-Idesbald (commune de Coxyde) qui, plus tard, servira de décor à Tsjip.
Bien qu'il soit marié, Alfons de Ridder aurait eu pendant cinq ans (de 1946 à 1951) une liaison avec la poétesse Liane Bruylants. D'après Liane, il aurait également eu une autre liaison. Il est le grand père de la féministe et femme politique de gauche, Ida Dequeecker.
Le 31 mai 1960, Alfons de Ridder meurt dans sa ville natale, à 78 ans, d'un cancer de la peau. Sa femme Fine meurt le lendemain. Elsschot est, selon sa volonté, incinéré, et ses cendres sont disposées auprès de sa femme à Schoonselhof, cimetière d'Anvers, où sont également enterrés plusieurs écrivains néerlandophones, dont Hendrik Conscience et Herman de Coninck.

## Traductions françaises
- Fromage (Kaas), Le Castor Astral, coll. « Escales du Nord », 2003
- Villa des Roses, Le Castor Astral, coll. « Escales du Nord », 2004
- Le Feu follet (Het dwaallicht), Le Castor Astral, coll. « Escales du Nord », 2005
- L'Embrouille (Lijmen/Het been), Le Castor Astral, coll. « Escales du Nord », 2006
- Le Bateau-citerne (Het tankschip), Le Castor Astral, coll. « Escales des lettres », 2009
- Le Mariage (Het Huwelijk), traduction Paul Claes, Éditions Polis, 2019, 52 p.

## Adaptations cinématographiques
- Het dwaallicht, adaptation du roman éponyme réalisée par Frans Buyens en 1973
- Lijmen/Het been, adaptation des romans éponymes réalisée par Robbe De Hert en 2000
- Villa des Roses, adaptation du roman éponyme par Frank Van Passel en 2002